# Choralerna
Choralerna var en gospelkör verksam i Göteborg 1968–1981.

## Historik
Choralerna (1968-1981) – gospelkör från Göteborg. Körens turnéradie först i Sverige och de nordiska grannländerna och mot slutet av verksamheten mest i olika länder i Europa och USA. Kören gjorde 11 skivproduktioner och drygt 15 TV-program.
Sommaren 1981 hade Choralerna sina sista spelningar i Tyskland och Holland.
En reunionturné ägde rum i Sverige vintern 1994.
1968 - 1972
Choralerna bildades 1968 av nybakade studenter som flyttade från Nässjö till studier i Göteborg. I Nssjö hade man haft kören Facklan, och ville nu starta en ny kör i Göteborg. Sångare och musiker i Göteborg kontaktades och man bildade Choralerna. Dirigent var Facklans gamle dirigent, Jan-Olof ”Jum-Jum” Johansson. 
Under perioden turnerade Choralerna huvudsakligen runt om i Sverige med några avstickare till de skandinaviska grannländerna och Finland med ett flertal TV-inspelningar (bl a flera program från Björngårdsvillan), filminspelningar och radioprogram.
Choralernas första inspelning, EP:n Gospel Soul, gjordes 1969 i Spotnics studio i Göteborg med den legendariske gitarristen Bo Winberg som tekniker.
Körens första LP, Oven My Head (1969), spelades in på en 8-kanalsbandspelare i Philipshuset i Stockholm. Lennart Sjöholm var producent för denna och de flesta av de svenskproducerade skivorna kören gjorde.
Singeln Get Back Satan spelades in 1970. 
1971 kom Choralerna andra LP - Step Out. Materialet var i detta skede covers på amerikansk gospel, framför allt av James Cleveland, The O'Neal Twins, Jessy Dixon och Garden State Choir.
1972 spelades LP:n Choralerna Live in vid en av körens årliga konserter i Göteborgs konserthus. Tekniker var Mikael B Tretow, som fr a gjort sig känd som mannen bakom Abba:s inspelningar.
1973 - 1974
1973 hade gospelmusikalen Befriad premiär, skriven av körens pianist Peter Sandwall och solisten Lars Mörlid. 
Direkt efter denna premiär vidtog en period med internationell exposé. Man var ett av huvudbanden vid en kristen ungdomsfestival i London,  SPRE-E '73. Körens nästa LP, Power, var speciellt inspelad för den publik man skulle möta i London.
Detta var startskottet för körens internationella verksamhet, som skulle ta dem runt i stora delar av Europa och USA.
Det engelska skivbolaget Key Records ville göra en skiva för sin hemmamarknad. Denna inspelning, Let’s celebrate (1974), är den kanske mest udda av Choralernas inspelningar med sin blandning av engelsk pop, svensk kör och amerikansk gospel. Den lanserades vid den årligen återkommande kristna musikfesten med samma namn som skivan i Albert Hall samma år. I Albert Hall skulle Choralerna komma att ge ett flertal konserter genom åren.
I september 1974 vidtog en 6 månader lång internationell turné i Sverige, Danmark, Tyskland, Holland, Storbritannien, Island och USA. Turnén avslutades med en tvåveckorslång turné med Cliff Richard. 
1975 - 1981
Sommaren 1975 sjöng Choralerna på den europeiska kristna ungdomsfestivalen "Eurofest" i Bryssel. Återkommande besök vid olika festivaler, i Danmark (Roskildefestivalen), i Holland (bl a Flevo-festivalen) och Tyskland var navet i Choralernas turnerande i dessa länder, ofta med TV-framträdanden. Polen var det östligaste land Choralerna turnerade i.
Choralernas skivproduktion gick i och med Befriad in i en ny fas. Från och med nu producerade man i stort sett enbart originalmaterial skrivna av dirigenten Lars Brandström och pianisten Peter Sandwall. Nästa LP, Varde Ljus (eng: Let there be light), som kom 1976 innehöll bl a 10 originalkompositioner.
Choralerna gjorde ett flertal turnéer med olika gospelartister, bl.a. den amerikanske gospelartisten Andraé Crouch. En konsertturné 1978 med en av Coruchs sångare, Danniebelle Hall, resulterade i en live-LP, Danniebelle and Choralerna live in Sweden, som 1979 nominerades till en Grammy.
Choralernas sista LP, Vingar som bär (eng: Borne on Wings), kom 1979 med enbart originalkompositioner.
1981 gav Choralerna sina två sista konserter, en på "Jesus -81"-festivalen i Berlins Olympiastadium och den allra sista vid en TV-sänd rockfestival i Rotterdam.
Solister
Några av de mer framträdande solisterna var Lars Mörlid, Camilla Brandström (född Bengmark), UllaCarin Holmström (född Holmberg), Kristina Furbacken (född Arnold), Jan Pethrus, Yvonne T Larsson, Kertsin Bohlin, Kristina Hörnberg, Lars Brandström och Peter Sandwall.
Musiker
Musiker under Choralernas tidigare år: Göran Sandell (bas), Irwing Samuelsson (tr), Anders Kjellberg (tr), Lennart Sjöholm (pi), Lars-Åke Källén (pi/Hammond/bas), Claes Axelsson (Hammond/bas) och Peter Sandwall (pi/Hammond).
Musiker 1976-1981: Peter Sandwall (pi), Peter Ljung (Hammond), Per Lindvall (tr) , Sam Bengtsson (bas), Håkan Mjörnheim (git), Thomas "Opa" Opava (perc), och Glenn Meyerscough (sax).
Dirigenter
Jan-Olof "Jum-Jum" Johansson (1968 - 1969), Lars Brandström (1969 - 1981)

## Diskografi
- 1969 Gospel Soul (EP) (Signatur)
- 1969 Over My head (Signatur)
- 1970 Get Back, Satan (singel) (Signatur)
- 1971 Step Out (Signatur)
- 1972 Choralerna Live (Signatur)
- 1973 Power (Signatur)
- 1974 Let's Celebrate (Key Records)
- 1974 Befriad (Signatur)
- 1974 Living Water (Key)
- 1976 Varde ljus (Signatur)
- 1976 Let There Be Light (Myrrh)
- 1978 Danniebelle and Choralerna Live in Sweden (Sparrowen)
- 1979 Vingar som bär (Signatur)
- 1980 Born On Wings (Myrrh)

### Fotnoter
1. ↑  ”40 år sedan Choralerna gjorde entré”. Dagen. 3 oktober 2008. Arkiverad från originalet den 21 oktober 2013. https://web.archive.org/web/20131021072900/http://www.dagen.se/vardag/40-ar-sedan-choralerna-gjorde-entr-/. Läst 12 juli 2012.